# بدخش
بَدَخش یا بَدَخشَن، بیدخش (Bidaxsh)، پیتیاخش (Pitiakhsh) واژه‌ای از زبان پارسی میانه به معنای والی و مرزبان است که علاوه بر حکومت، ریاست اسواران محلی را نیز عهده‌دار بود. این عنوان بین قرن یکم تا هشتم میلادی در آلبانیای قفقاز (ارمنستان ایران) و ایبریای قفقاز (گرجستان) مورد استفاده توسط فرماندار نظامی یک استان، و عنوان ارثی سلسله مهرانی گوگارک است.
این عنوان معادل عنوان مارکی و مارگراف در زبان‌های اروپایی می‌باشد.